# Lotus Symphony
Lotus Symphony was de naam van het op OpenOffice.org gebaseerd kantoorsoftwarepakket van IBM. De naam komt van de gelijknamige MS-DOS-applicatie van Lotus Development Corporation uit de jaren tachtig en begin jaren negentig, dat in 1995 door IBM is overgenomen. Het was gratis beschikbaar als alleenstaand office-pakket of als onderdeel van IBM Lotus Notes.

## Op OpenOffice.org gebaseerde versie
Het gratis office-pakket draaide op Linux, Mac en Windows en in september 2007 werd er een bètaversie van uitgebracht.
IBM verklaarde hiermee de concurrentie met Microsoft Office te willen aangaan.
Deze set van applicaties bevat:
- IBM Lotus Symphony Documents, een tekstverwerker
- IBM Lotus Symphony Spreadsheets, een spreadsheet
- IBM Lotus Symphony Presentations, een presentatieprogramma

In januari 2012 werd de ontwikkeling stopgezet met de laatste uitgave van versie 3.0.1.

## MS-DOS-versie
Vanaf 1985 was Lotus Symphony ook de naam van een kantoorsoftwarepakket voor MS-DOS. Het was de beoogde opvolger van het toentertijd populaire spreadsheet-programma Lotus 1-2-3. Als bestandsformaat werd .wr1 en wr! gebruikt. Lotus Symphony en Lotus 1-2-3 hebben ongeveer een decennium naast elkaar bestaan.